# Calonotos acutipennis
Calonotos acutipennis là một loài bướm đêm thuộc phân họ Arctiinae, họ Erebidae.